# 高田馬場站

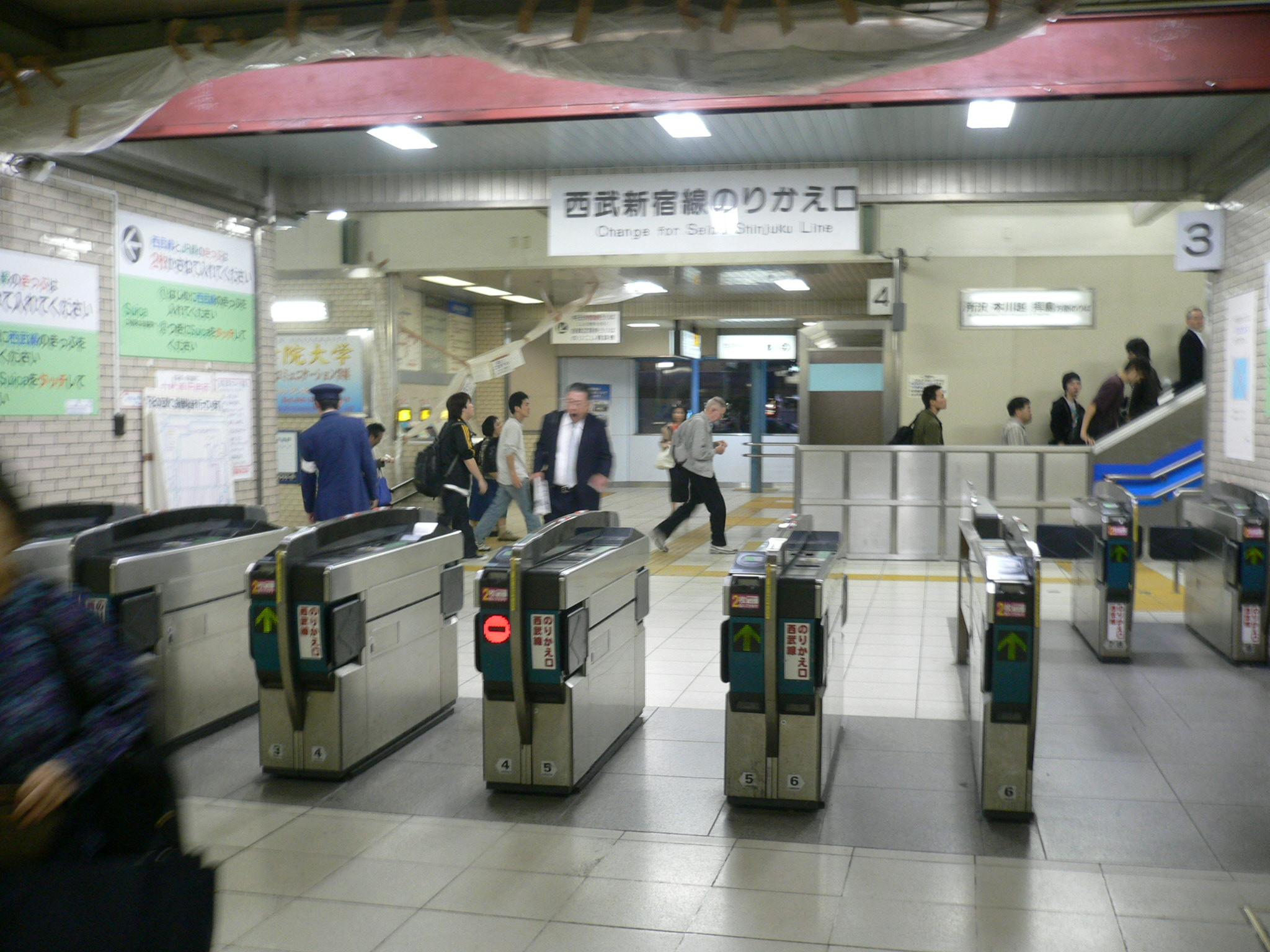
JR、西武轉乘剪票口（2005年10月24日）

高田馬場站（日语：／ Takadanobaba eki */?）是位於日本東京都新宿區高田馬場一丁目，屬於東日本旅客鐵道（JR東日本）、西武鐵道、東京地下鐵的鐵路車站。

## 历史
- 1910年（明治43年）9月15日：國有鐵道山手線的高田馬場站開業。
- 1927年（昭和2年）4月16日：西武新宿線的高田馬場站臨時站開業。當時車站位於山手線立體交會前方。
- 1928年（昭和3年）4月15日：西武鐵道車站移到山手線東側的現址。
- 1945年（昭和20年）4月13日：於太平洋戰爭的空襲中，站舍全數燒燬。
- 1963年（昭和38年）：西武鐵道新設上行月台。過去的上行月台改作臨時下車月台。
- 1964年（昭和39年）12月23日：帝都高速度交通營團（營團地下鐵）東西線的高田馬場站開業。
- 1987年（昭和62年）
  - 3月：東西線車站改善工程動工[1]。
  - 4月1日：國鐵分割民營化。國鐵車站交由JR東日本管轄。
- 1994年（平成6年）6月：東西線車站改善工程完工。總工程費用約53億8000萬日圓[1]。
- 1998年（平成10年）：西武鐵道站房整修。翻修天橋的轉乘剪票口、月台的自動精算機移至2樓轉乘剪票口、月台啟用空調。
- 2001年（平成13年）
  - 3月10日：西武鐵道車站完成整修，新增戶山口。
  - 11月18日：JR東日本啟用IC卡「Suica」。
- 2003年（平成15年）3月1日：山手線採用發車音樂《原子小金剛》主題曲[2]。
- 2004年（平成16年）4月1日：營團民營化。東西線由東京地下鐵繼承。
- 2005年（平成17年）10月26日：高田馬場METROPIA（メトロピア）（4號店）開業。
- 2006年（平成18年）：山手線的車站月台設置電梯。
- 2008年（平成20年）4月5日：早稻田口JR、西武線高架下的手塚治虫角色壁畫完成。
- 2015年（平成27年）5月24日：東西線引入發車音樂。
- 2016年（平成28年）9月28日：西武線月台發出異臭，9人送醫[3]。10月1日逮捕犯人，為36歲女子[4]。

### 站名由來
站名來自赤穗浪士四十七人中的一人堀部安兵衛的傳說《高田馬場之決鬥》。實際的高田馬場所在地位於在車站的位置東邊，現在的新宿區西早稻田（舊戶塚町）。當地居民曾建議「戶塚町站」、「諏訪町站」、「諏訪之森站」等站名站未受採用。高田馬場站附近的學習院大學內有被認為是堀部安兵衛洗刀之地的「血洗之池」。

## 車站構造

### JR東日本
島式月台1面2線之高架車站。北邊出口為早稻田口、南邊出口為戶山口。月台中央的天橋與早稻田口有轉乘西武新宿線專用的轉乘剪票口。天橋上的JR線、西武線售票處都由西武鐵道管理。早稻田口設置有電扶梯與電梯通往月台。
山手線高架下排列著手塚治虫作品人物的壁畫。這是由地方商店街發起，為改變高架下陰暗印象的活動，但在2005年進行整修而撤除。之後，2008年整修完成，同年4月5日恢復壁畫。壁畫標題是『拯救玻璃地球』（ガラスの地球を救え）。
廁所在1樓早稻田口剪票口內。
山手線線路旁是埼京線與湘南新宿線等路線行走的山手貨物線線路，但未在本站設站。地方從日本國有鐵道（國鐵）時代就開始要求埼京線等加停本站。但由於無法取得月台用地，一直未能實現。
本站月台狹窄，平日早晨尖峰時刻非常擁擠。2012年以後站內進行改良工程，同時設置月台門。

#### 月台配置
| 月台 | 路線   | 方向 | 目的地               |
| ---- | ------ | ---- | -------------------- |
| 1    | 山手線 | 外環 | 池袋、上野、東京方向 |
| 2    | 山手線 | 內環 | 新宿、澀谷、品川方向 |

（來源：JR東日本:車站構內圖 （页面存档备份，存于））

#### 發車音樂
2003年3月1日起，山手線月台啟用動畫《原子小金剛》主題曲作為發車音樂。由於手塚治虫擔任社長的手塚製作位於高田馬場，而御茶水博士任職的『科學省』也位於高田馬場，因此在高田馬場西商店街振興組合的提案下獲得JR東日本同意採用。最初是期間限定活動，直後持續使用至今。

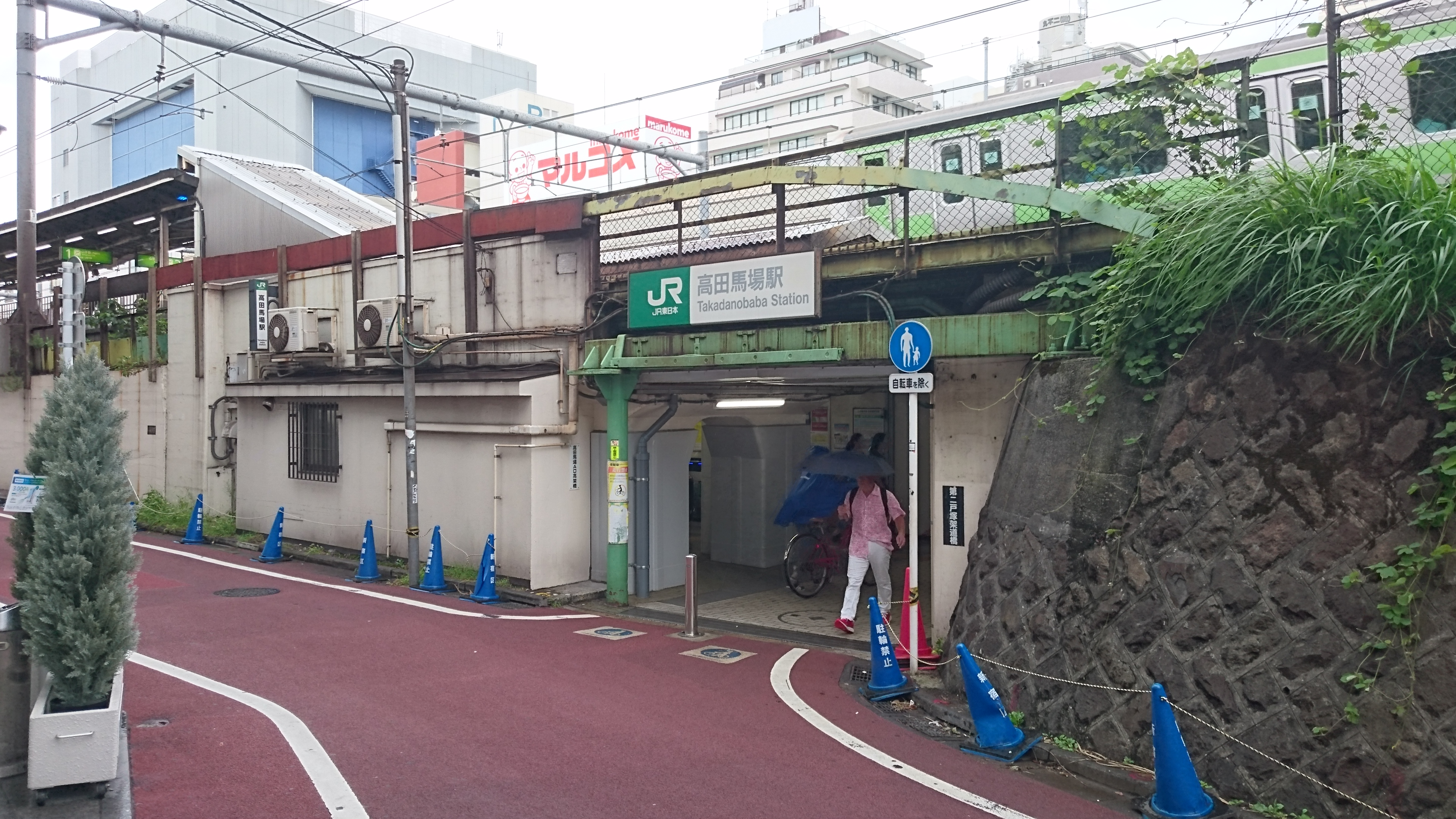
戶山口（2018年9月）
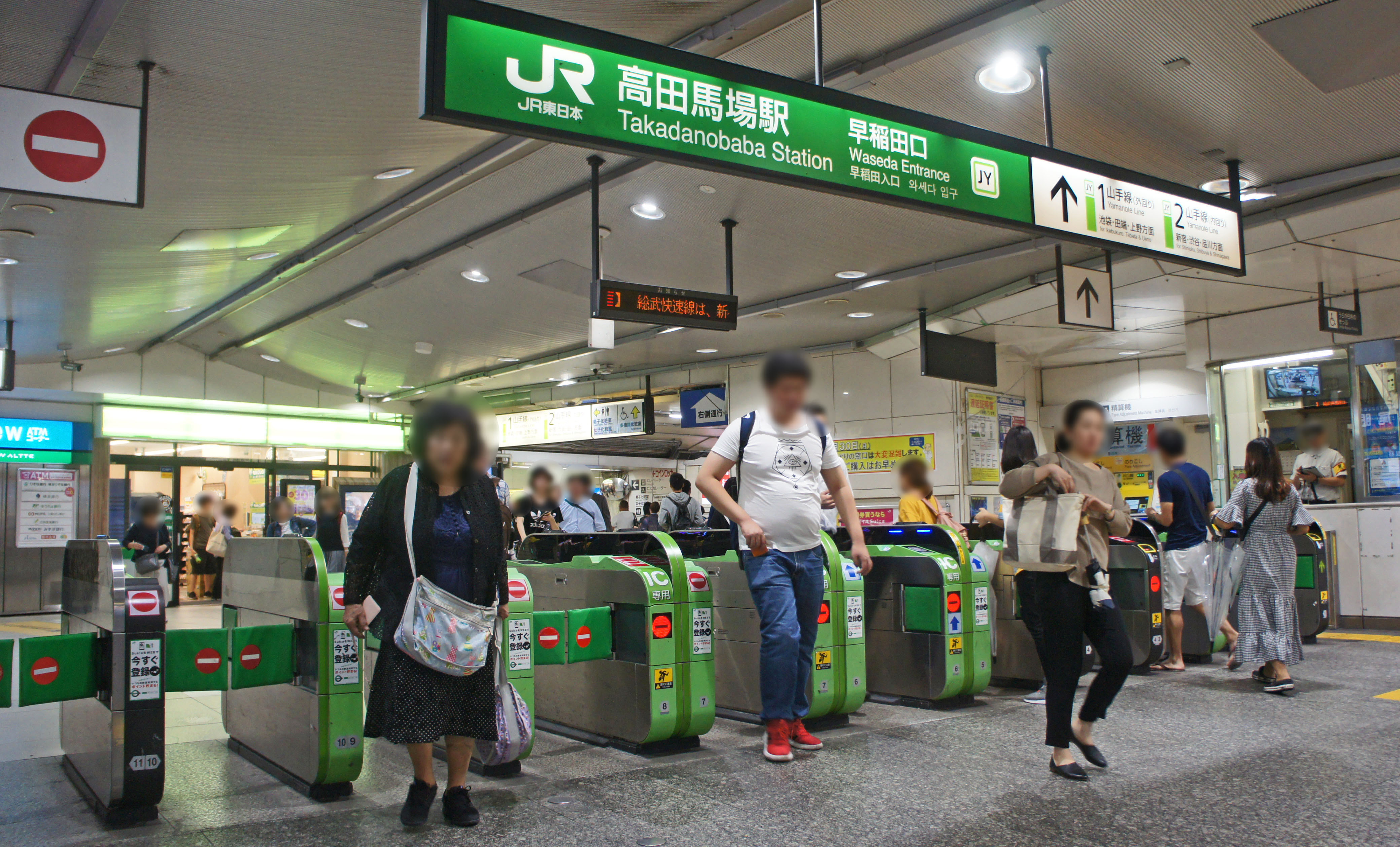
早稻田口閘口（2019年9月）
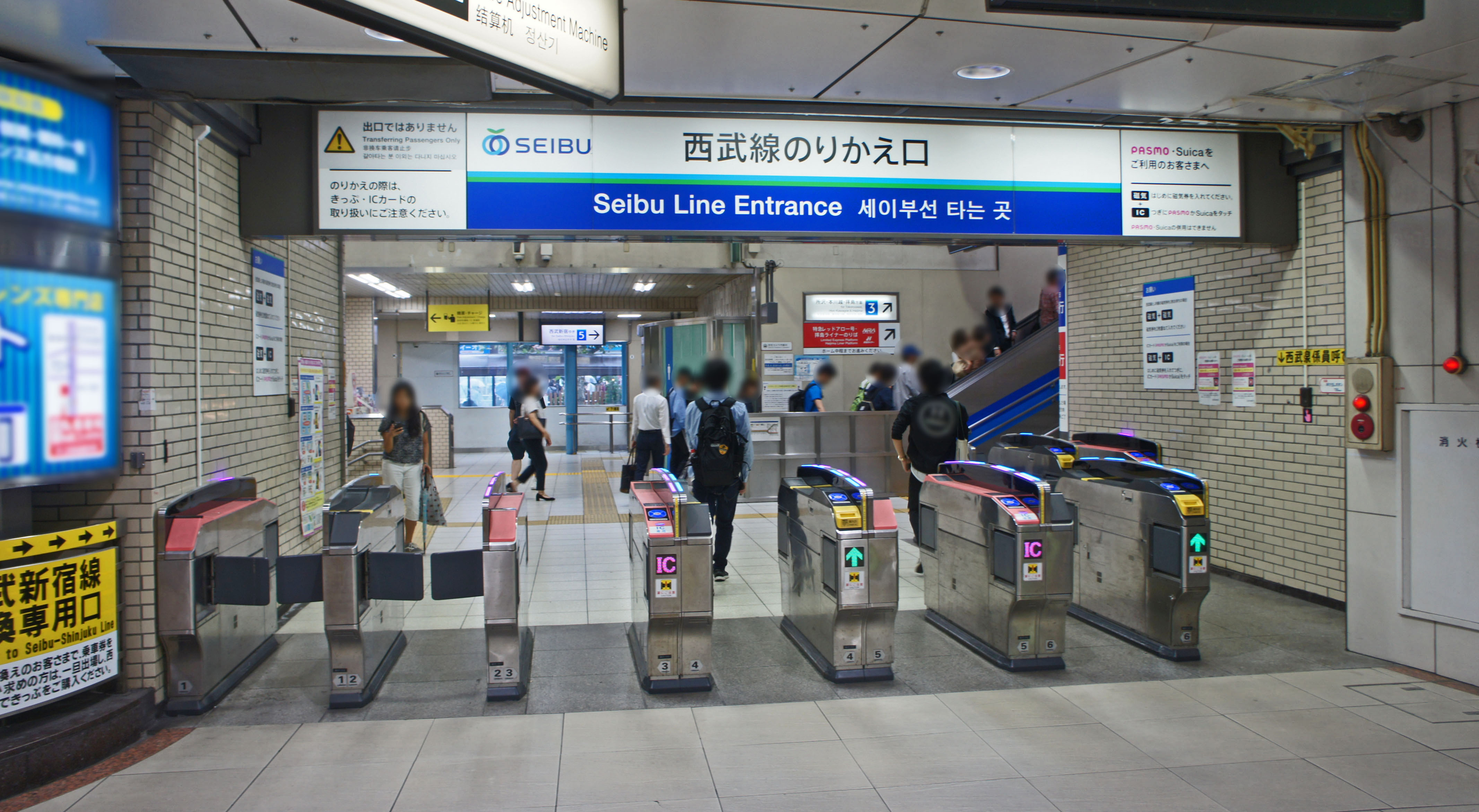
西武線早稻田轉乘閘口（2019年9月）
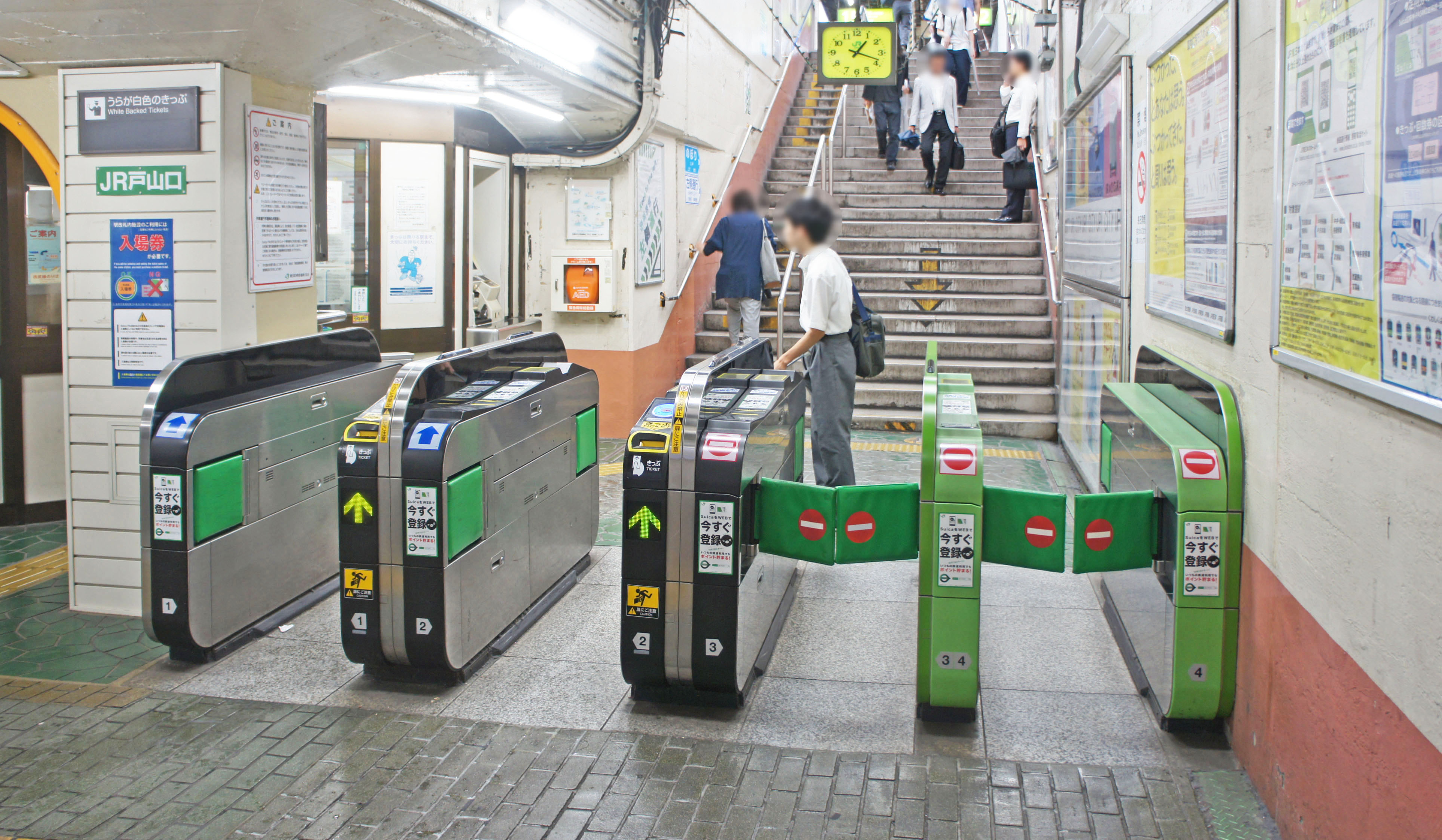
戶山口閘口（2019年9月）

### 西武鐵道
由1面1線的單式月台與1面2線的島式月台組成的2面2線高架車站。在PASMO、Suica等乘車履歷上寫作「西武馬場」。
開業初期這裡是新宿線的起點站，車站南側（現在西武新宿側）有拖上線。最初是島式月台1面2線構造，1963年起在東側新設上行月台，形成現在的配置。
剪票口有早稻田口、BIG BOX口、戶山口、臨時口（僅出站）。戶山口開放時間為7:00至22:00，臨時口開放時間為7:00至13:30。另外，戶山口直通5號月台，並可藉由連通天橋前往3號月台。早稻田口剪票口旁與站內天橋都設有JR轉乘剪票口。1998年起，月台在夏季啟用冷氣。廁所在早稻田口與天橋上（3樓），其中天橋上的是多功能廁所。
電扶梯設於早稻田口 - 月台間與JR線連絡天橋 - 月台間，電梯設於BIG BOX口 - 月台（5號月台電梯還可通到JR線連絡天橋）。
作為西武新宿線於東京都心地區的總站，本站停靠特急「小江戶」在內的新宿線全部旅客營業列車。本來，西武新宿線總站是鄰站西武新宿站，但因該站距離新宿站較遠，從西武新宿線轉乘JR山手線不比本站便利。另外，地下鐵東西線也停靠本站，使得本站有大量轉乘客，使用人數將近是西武新宿站的1.7倍（2015年度數據）。也因此，本站延長列車的停靠時間以因應站內人潮。
2008年4月5日，西武高架下與JR高架下一樣設置手塚治虫角色壁畫，標題是『歷史與文化〜從過去到現在以及未來〜』（歴史と文化〜過去から現在そして未来へ〜）。
站名標上有日文、羅馬拼音與諺文，是西武鐵道首座使用諺文的車站。
2012年10月1日起，發車音樂變更為丸米廣告曲。這是由於該公司事務所在車站附近而獲選。

#### 尖峰時刻對應
本站是2面2線的中途站，但與2面3線的始發、終停站西武新宿站有一樣數量的班次停靠（西武鐵道班次最多的2線構造車站），使用人數更達1.7倍。尤其是早晨尖峰時刻上行（往西武新宿）列車的下車乘客非常多。
因此，本站採用特殊相對式2面2線形態，上行線兩側皆有月台。上行列車在平日早晨尖峰時刻（7:00 - 9:30）會同時開啟兩側車門（一般只開啟5號月台車門）加速乘客移動。
但是2000年代後半，4號月台為防止跌落意外設置4門車專用的可動式月台門設置，車門位置不同的3門車與特急車就無法開啟4號月台車門。

#### 月台配置
月台編號與山手線共通。
| 月台 | 路線   | 方向 | 目的地                       |
| ---- | ------ | ---- | ---------------------------- |
| 3    | 新宿線 | 下行 | 所澤、本川越、拜島方向       |
| 4    | 新宿線 | 上行 | 臨時下車月台（只限平日早上） |
| 5    | 新宿線 | 上行 | 往西武新宿                   |

- 月台編號是接續JR月台，所以是從3號月台開始。
- 3號月台下落合側設有停止位置目標，但特急「小江戶」使用的停止位置目標在月台中央。
- 過去只有3號月台設有列車資訊顯示器，直到2017年2月初才在5號月台設置。

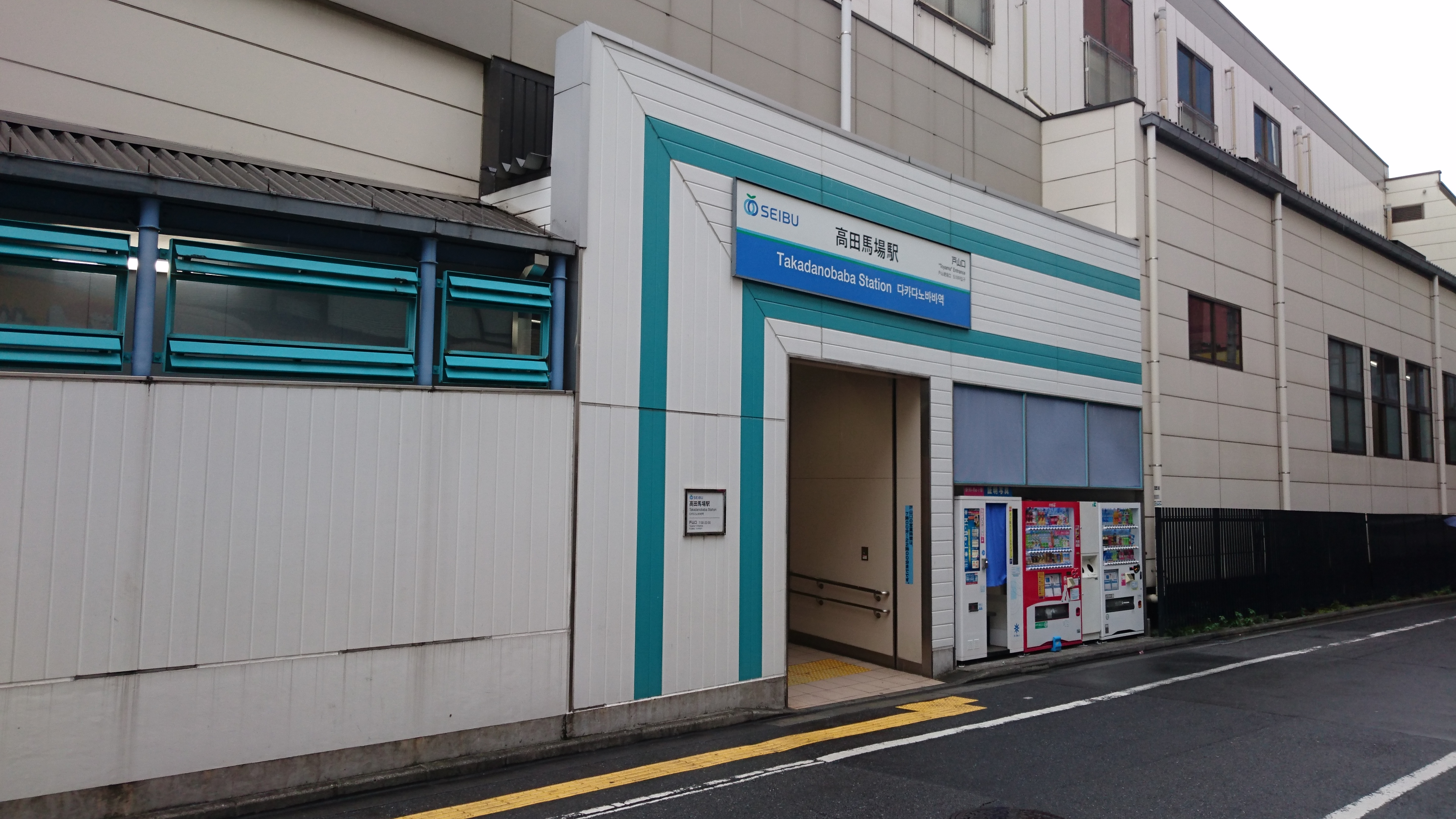
戶山口（西武）（2018年9月）
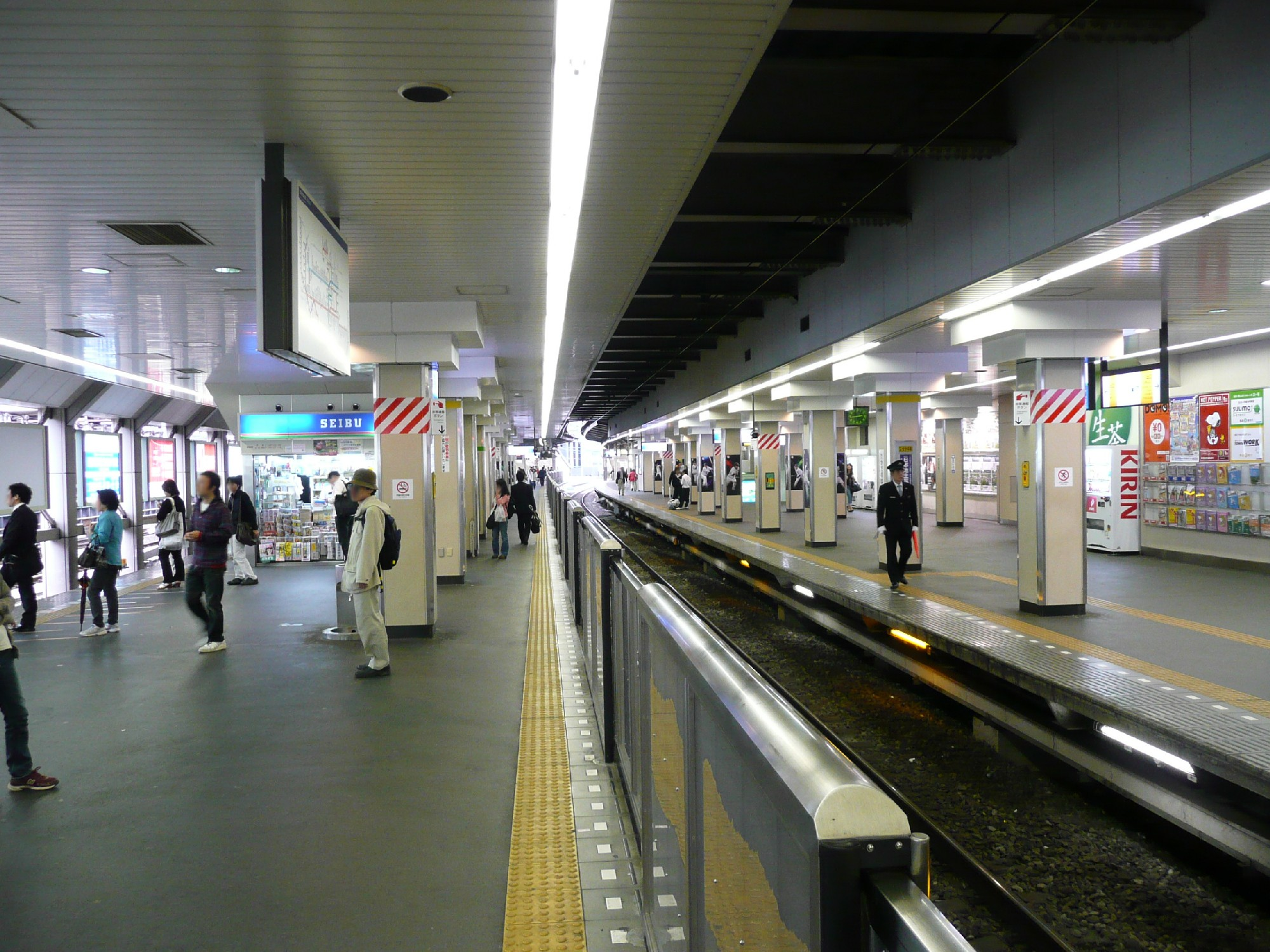
月台（2010年5月）

### 東京地下鐵
本站是相對式月台2面2線之地下車站。西船橋側有剪式橫渡線。
剪票口有3處，中野側的2個分別在JR、西武早稻田口附近與站前圓環東側，西船橋側的在早稲田通。電梯設於專用出入口與站前圓環上，可通往中野側剪票口。
PASMO、Suica等的乘車履歷為「地高馬場」（營團時代為「營高馬場」）。
1987年至1994年進行車站改良工程，整合最靠近落合側的剪票口，拓寬月台與新設出入口。廁所在西剪票口外與東剪票口內。站內有商場「高田馬場Metropia」（高田馬場メトロピア）。

#### 月台配置
| 月台 | 路線   | 目的地                         |
| ---- | ------ | ------------------------------ |
| 1    | 東西線 | 西船橋、津田沼、東葉勝田台方向 |
| 2    | 東西線 | 中野、三鷹方向                 |

（來源：東京地下鐵:構內圖 （页面存档备份，存于））

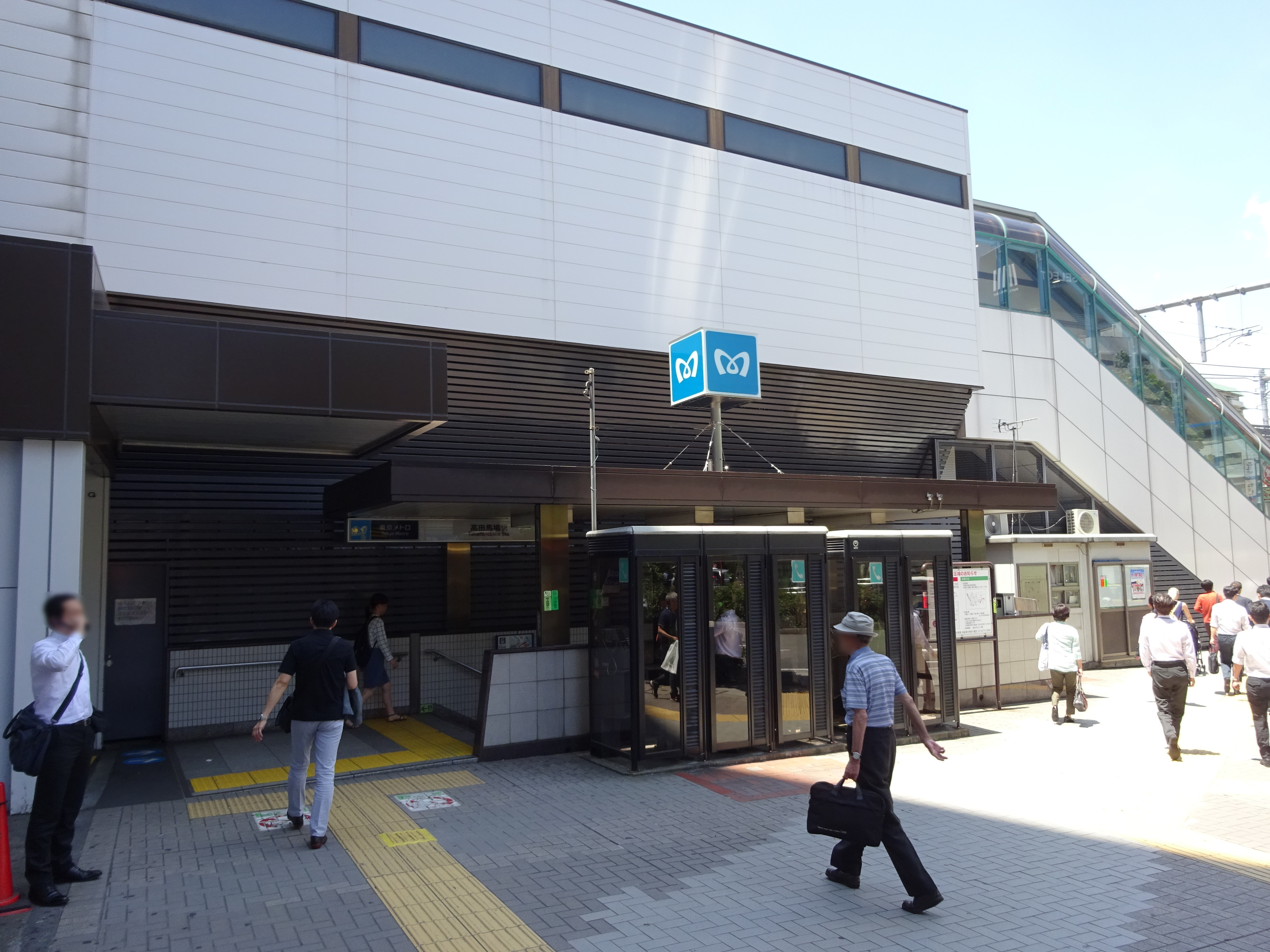
3號出入口（2016年6月）
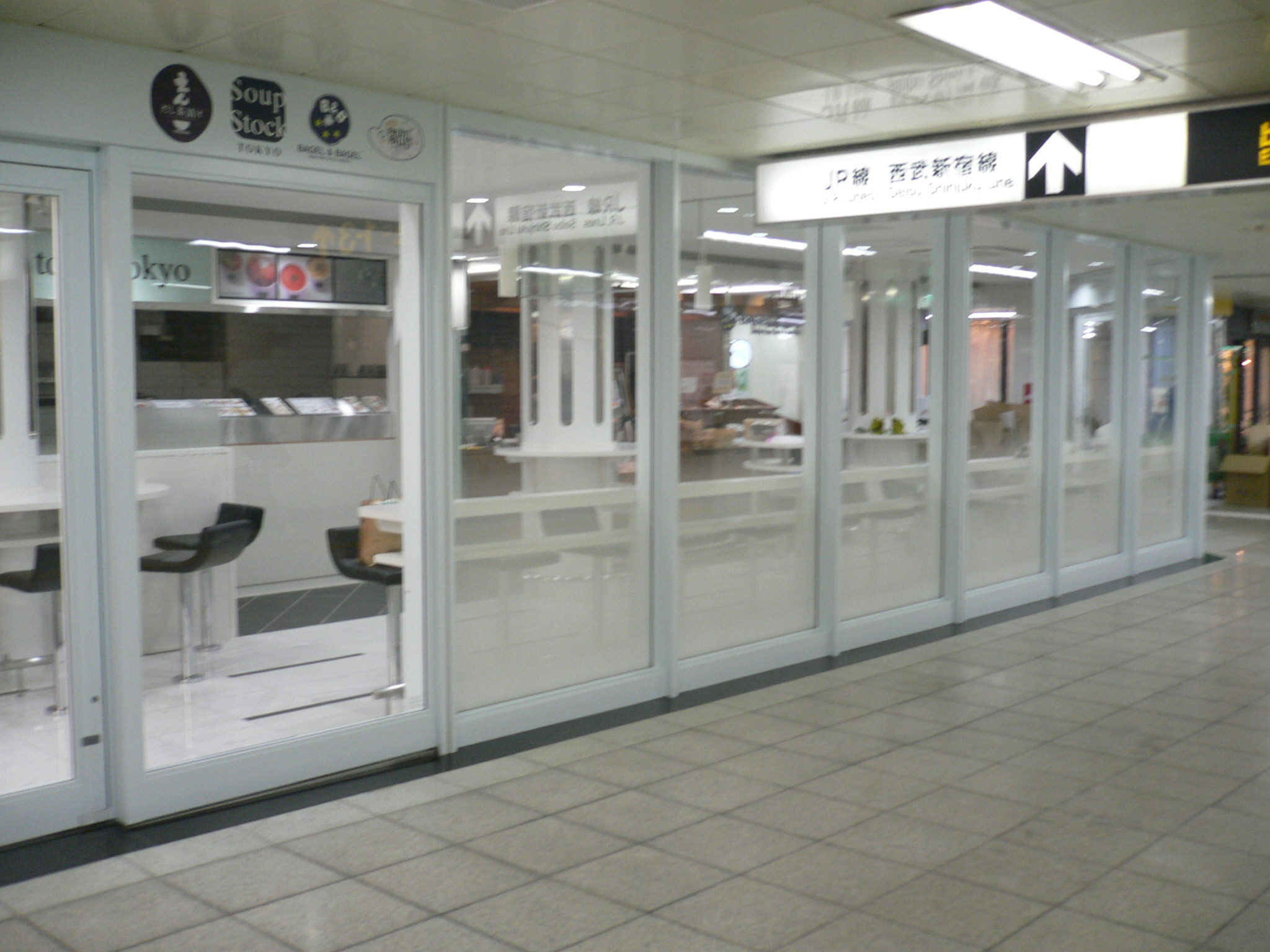
高田馬場Metropia（2005年10月）

## 利用狀況
2017年度各線合計1日平上下車人次約93萬人次，年上下車人次約3億4000萬人次。
- JR東日本 - 2019年度1日平均上車人次為208,024人[使用人數 1]。
該公司車站中次於川崎站排名第12位。使用人數正在減少。
- 西武鐵道 - 2017年度1日平均上下車人次為304,904人[使用人數 2]。
該公司車站當中僅次於池袋站位居第2位，比新宿線終點站西武新宿站（180,884人）還多。
- 東京地下鐵 - 2017年度1日平均上下車人次為203,957人[使用人數 3]。
該公司130個車站當中次於東京站名列第11位。2016年度首次突破20萬人。

### 各年度1日平均上下車人次
各年度1日平均上下車人次如下表。

| 年度               | 西武鐵道           | 西武鐵道 | 營團 / 東京地下鐵  | 營團 / 東京地下鐵 |
| 年度               | 1日平均 上下車人次 | 增長率   | 1日平均 上下車人次 | 增長率            |
| ------------------ | ------------------ | -------- | ------------------ | ----------------- |
| 1997年（平成09年） | 300,170            |          |                    |                   |
| 1998年（平成10年） | 294,875            | −1.8%    |                    |                   |
| 1999年（平成11年） | 291,226            | −1.2%    | 183,763            |                   |
| 2000年（平成12年） | 288,904            | −0.8%    | 181,590            | −1.2%             |
| 2001年（平成13年） | 284,110            | −1.7%    | 176,349            | −2.9%             |
| 2002年（平成14年） | 278,359            | −2.0%    | 174,056            | −1.3%             |
| 2003年（平成15年） | 277,881            | −0.2%    | 174,011            | −1.3%             |
| 2004年（平成16年） | 274,842            | −1.1%    | 173,830            | −0.1%             |
| 2005年（平成17年） | 274,488            | −0.1%    | 174,300            | 0.3%              |
| 2006年（平成18年） | 276,723            | 0.8%     | 178,738            | 2.6%              |
| 2007年（平成19年） | 294,094            | 6.3%     | 187,458            | 4,9%              |
| 2008年（平成20年） | 301,888            | 2.7%     | 187,845            | 0.2%              |
| 2009年（平成21年） | 299,736            | −0.7%    | 185,153            | −1.4%             |
| 2010年（平成22年） | 295,689            | −1.4%    | 184,754            | −0.2%             |
| 2011年（平成23年） | 287,513            | −2.8%    | 181,871            | −1.6%             |
| 2012年（平成24年） | 292,612            | 1.8%     | 186,629            | 2.6%              |
| 2013年（平成25年） | 292,694            | 0.0%     | 189,308            | 1.4%              |
| 2014年（平成26年） | 289,810            | −1.0%    | 189,558            | 0.1%              |
| 2015年（平成27年） | 295,872            | 2.1%     | 196,613            | 3.7%              |
| 2016年（平成28年） | 301,197            | 1.8%     | 200,964            | 2.2%              |
| 2017年（平成29年） | 304,904            | 1.2%     | 203,957            | 1.5%              |
| 2018年（平成30年） | 305,741            | 0.3%     | 204,848            | 0.4%              |
| 2019年（令和元年） | 301,862            | −1.3%    |                    |                   |

### 各年度1日平均上車人次（1910年代－1930年代）
各年度1日平均上車人次如下表。

| 年度               | 國鐵       | 西武鐵道 | 來源              |
| ------------------ | ---------- | -------- | ----------------- |
| 1910年（明治43年） | [ 備註 1 ] | 未開業   |                   |
| 1911年（明治44年） | 533        | 未開業   | [ 東京府統計 1 ]  |
| 1912年（大正元年） | 818        | 未開業   | [ 東京府統計 2 ]  |
| 1913年（大正02年） | 954        | 未開業   | [ 東京府統計 3 ]  |
| 1914年（大正03年） | 1,010      | 未開業   | [ 東京府統計 4 ]  |
| 1915年（大正04年） | 1,112      | 未開業   | [ 東京府統計 5 ]  |
| 1916年（大正05年） | 1,484      | 未開業   | [ 東京府統計 6 ]  |
| 1919年（大正08年） | 2,896      | 未開業   | [ 東京府統計 7 ]  |
| 1920年（大正09年） | 4,061      | 未開業   | [ 東京府統計 8 ]  |
| 1922年（大正11年） | 6,821      | 未開業   | [ 東京府統計 9 ]  |
| 1923年（大正12年） | 9,295      | 未開業   | [ 東京府統計 10 ] |
| 1924年（大正13年） | 10,961     | 未開業   | [ 東京府統計 11 ] |
| 1925年（大正14年） | 11,339     | 未開業   | [ 東京府統計 12 ] |
| 1926年（昭和元年） | 12,547     | 未開業   | [ 東京府統計 13 ] |
| 1927年（昭和02年） | 15,413     | 3,035    | [ 東京府統計 14 ] |
| 1928年（昭和03年） | 18,413     | 4,123    | [ 東京府統計 15 ] |
| 1929年（昭和04年） | 21,763     | 8,031    | [ 東京府統計 16 ] |
| 1930年（昭和05年） | 21,928     | 8,844    | [ 東京府統計 17 ] |
| 1931年（昭和06年） | 21,666     | 8,996    | [ 東京府統計 18 ] |
| 1932年（昭和07年） | 22,713     | 6,470    | [ 東京府統計 19 ] |
| 1933年（昭和08年） | 20,721     | 10,467   | [ 東京府統計 20 ] |
| 1934年（昭和09年） | 21,711     | 10,687   | [ 東京府統計 21 ] |
| 1935年（昭和10年） | 22,572     | 11,585   | [ 東京府統計 22 ] |

### 各年度1日平均上車人次（1953年－2000年）
| 年度               | 國鐵 / JR東日本 | 西武鐵道 | 營團    | 來源              |
| ------------------ | --------------- | -------- | ------- | ----------------- |
| 1953年（昭和28年） | 47,045          |          | 未開業  | [ 東京都統計 1 ]  |
| 1954年（昭和29年） | 51,463          |          | 未開業  | [ 東京都統計 2 ]  |
| 1955年（昭和30年） | 53,211          |          | 未開業  | [ 東京都統計 3 ]  |
| 1956年（昭和31年） | 55,358          | 54,136   | 未開業  | [ 東京都統計 4 ]  |
| 1957年（昭和32年） | 57,422          | 59,026   | 未開業  | [ 東京都統計 5 ]  |
| 1958年（昭和33年） | 60,933          | 64,473   | 未開業  | [ 東京都統計 6 ]  |
| 1959年（昭和34年） | 63,868          | 64,288   | 未開業  | [ 東京都統計 7 ]  |
| 1960年（昭和35年） | 67,155          | 67,768   | 未開業  | [ 東京都統計 8 ]  |
| 1961年（昭和36年） | 69,495          | 74,058   | 未開業  | [ 東京都統計 9 ]  |
| 1962年（昭和37年） | 75,419          | 80,177   | 未開業  | [ 東京都統計 10 ] |
| 1963年（昭和38年） | 79,478          | 86,636   | 未開業  | [ 東京都統計 11 ] |
| 1964年（昭和39年） | 78,139          | 93,792   | 11,393  | [ 東京都統計 12 ] |
| 1965年（昭和40年） | 80,695          | 101,004  | 13,596  | [ 東京都統計 13 ] |
| 1966年（昭和41年） | 91,546          | 103,394  | 23,235  | [ 東京都統計 14 ] |
| 1967年（昭和42年） | 91,906          | 110,793  | 39,893  | [ 東京都統計 15 ] |
| 1968年（昭和43年） | 92,507          | 117,367  | 56,026  | [ 東京都統計 16 ] |
| 1969年（昭和44年） | 111,487         | 124,123  | 69,355  | [ 東京都統計 17 ] |
| 1970年（昭和45年） | 112,849         | 128,033  | 77,986  | [ 東京都統計 18 ] |
| 1971年（昭和46年） | 173,085         | 130,433  | 84,320  | [ 東京都統計 19 ] |
| 1972年（昭和47年） | 174,592         | 133,778  | 84,855  | [ 東京都統計 20 ] |
| 1973年（昭和48年） | 178,833         | 137,600  | 83,962  | [ 東京都統計 21 ] |
| 1974年（昭和49年） | 188,362         | 140,493  | 87,510  | [ 東京都統計 22 ] |
| 1975年（昭和50年） | 190,672         | 140,093  | 85,197  | [ 東京都統計 23 ] |
| 1976年（昭和51年） | 194,921         | 138,468  | 86,359  | [ 東京都統計 24 ] |
| 1977年（昭和52年） | 193,649         | 138,422  | 88,778  | [ 東京都統計 25 ] |
| 1978年（昭和53年） | 194,140         | 138,751  | 85,403  | [ 東京都統計 26 ] |
| 1979年（昭和54年） | 189,874         | 135,473  | 85,921  | [ 東京都統計 27 ] |
| 1980年（昭和55年） | 183,326         | 133,362  | 85,888  | [ 東京都統計 28 ] |
| 1981年（昭和56年） | 179,455         | 130,852  | 88,767  | [ 東京都統計 29 ] |
| 1982年（昭和57年） | 175,408         | 131,860  | 89,734  | [ 東京都統計 30 ] |
| 1983年（昭和58年） | 173,068         | 131,615  | 91,779  | [ 東京都統計 31 ] |
| 1984年（昭和59年） | 176,411         | 133,490  | 92,277  | [ 東京都統計 32 ] |
| 1985年（昭和60年） | 178,247         | 135,962  | 92,419  | [ 東京都統計 33 ] |
| 1986年（昭和61年） | 186,219         | 140,422  | 95,334  | [ 東京都統計 34 ] |
| 1987年（昭和62年） | 193,473         | 143,743  | 97,339  | [ 東京都統計 35 ] |
| 1988年（昭和63年） | 209,455         | 147,912  | 100,795 | [ 東京都統計 36 ] |
| 1989年（平成元年） | 212,170         | 149,016  | 101,126 | [ 東京都統計 37 ] |
| 1990年（平成02年） | 216,904         | 151,425  | 101,614 | [ 東京都統計 38 ] |
| 1991年（平成03年） | 223,989         | 153,667  | 101,967 | [ 東京都統計 39 ] |
| 1992年（平成04年） | 222,501         | 153,060  | 102,737 | [ 東京都統計 40 ] |
| 1993年（平成05年） | 222,096         | 150,682  | 101,718 | [ 東京都統計 41 ] |
| 1994年（平成06年） | 219,970         | 148,142  | 100,904 | [ 東京都統計 42 ] |
| 1995年（平成07年） | 219,150         | 146,470  | 99,672  | [ 東京都統計 43 ] |
| 1996年（平成08年） | 220,405         | 146,797  | 99,107  | [ 東京都統計 44 ] |
| 1997年（平成09年） | 216,865         | 145,099  | 97,868  | [ 東京都統計 45 ] |
| 1998年（平成10年） | 213,107         | 142,860  | 96,852  | [ 東京都統計 46 ] |
| 1999年（平成11年） | 212,438         | 141,093  | 94,232  | [ 東京都統計 47 ] |
| 2000年（平成12年） | 211,761         | 140,247  | 93,312  | [ 東京都統計 48 ] |

### 各年度1日平均上車人次（2001年以後）
| 年度               | JR東日本 | 西武鐵道 | 營團 / 東京地下鐵 | 來源              |
| ------------------ | -------- | -------- | ----------------- | ----------------- |
| 2001年（平成13年） | 206,999  | 138,230  | 90,471            | [ 東京都統計 49 ] |
| 2002年（平成14年） | 206,623  | 135,603  | 89,449            | [ 東京都統計 50 ] |
| 2003年（平成15年） | 206,915  | 135,570  | 89,451            | [ 東京都統計 51 ] |
| 2004年（平成16年） | 203,672  | 134,189  | 89,205            | [ 東京都統計 52 ] |
| 2005年（平成17年） | 201,936  | 134,037  | 89,638            | [ 東京都統計 53 ] |
| 2006年（平成18年） | 203,781  | 135,090  | 91,822            | [ 東京都統計 54 ] |
| 2007年（平成19年） | 212,286  | 142,257  | 95,336            | [ 東京都統計 55 ] |
| 2008年（平成20年） | 206,890  | 145,693  | 95,784            | [ 東京都統計 56 ] |
| 2009年（平成21年） | 204,527  | 144,745  | 94,548            | [ 東京都統計 57 ] |
| 2010年（平成22年） | 202,396  | 141,910  | 94,164            | [ 東京都統計 58 ] |
| 2011年（平成23年） | 199,741  | 138,205  | 92,727            | [ 東京都統計 59 ] |
| 2012年（平成24年） | 201,765  | 140,659  | 95,057            | [ 東京都統計 60 ] |
| 2013年（平成25年） | 201,513  | 140,812  | 96,350            | [ 東京都統計 61 ] |
| 2014年（平成26年） | 200,195  | 139,534  | 96,317            | [ 東京都統計 62 ] |
| 2015年（平成27年） | 202,554  | 142,947  | 100,279           | [ 東京都統計 63 ] |
| 2016年（平成28年） | 206,683  | 145,156  | 102,214           | [ 東京都統計 64 ] |
| 2017年（平成29年） | 211,161  | 147,079  | 103,589           | [ 東京都統計 65 ] |
| 2018年（平成30年） | 211,687  | 147,416  | 104,063           | [ 東京都統計 66 ] |
| 2019年（令和元年） | 208,024  |          |                   |                   |

備註
1. ↑  1910年9月15日開業。
2. ↑  1927年4月16日開業。
3. ↑  1964年12月23日開業。開業日起至1965年3月31日為至共計99日間的統計資料。

## 車站周邊
站前通往早稻田大學的早稻田街。早稻田口的東側有出租車和前往早大正門等的東京都營巴士車站。南側為BIG BOX，東側的FI大樓有芳林堂書店，北側的稻門大樓有飲食店。在早稻田口西側，山手線的外側，有酒館街。

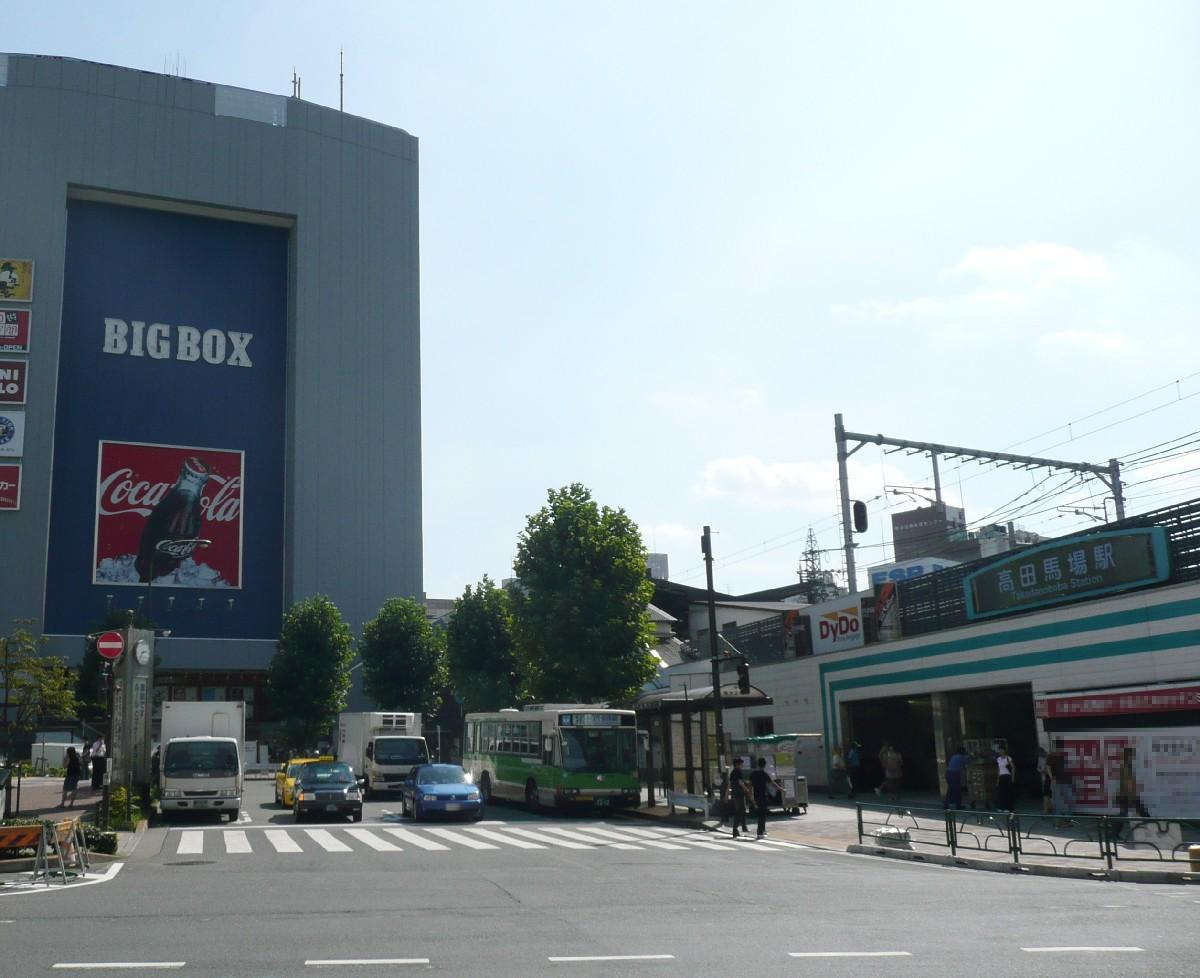
早稻田口圓環（2008年8月）

站前是通往早稻田大學的早稻田通，學生眾多。早稻田通有許多面向學生的餐飲店與舊書店。另外，周邊也有許多專門學校。早稲田口東側的圓環可搭乘計程車與都營巴士。圓環南側是BIG BOX，東側是芳林堂書店入駐的FI大樓，北側是餐廳眾多的稻門大樓。早稻田口西側、JR山手線外側是酒館街「榮通」。
本站往東南方步行10分鐘左右可至東京地下鐵副都心線西早稻田站，但兩者非轉乘站。

### 早稻田口
- 新宿花園（日语：新宿ガーデン）
- 新宿區戶塚地域中心（日语：戸塚地域センター）
  - 新宿區役所（日语：新宿区役所）戶塚特別出張所
- 戶塚警察署（日语：戸塚警察署 (東京都)）
- 高田馬場郵便局
- 高田馬場二郵便局
- BIG BOX（日语：BIG BOX）高田馬場
- 正道會館（日语：正道会館）東京道場
- BIC CAMERA本部
- 白十字（日语：白十字）本社
- 大正製藥本社
- Core books（日语：コアマガジン）
- 早稻田通（日语：早稲田通り）
- 明治通
- 新目白通（日语：東京都道8号千代田練馬田無線）
- 諏訪通り（日语：諏訪通り (東京都)）
- 新宿區立西早稻田中學校（日语：新宿区立西早稲田中学校）
- 新宿區立戶塚第一小學校
- 新宿區立戶塚第二小學校（日语：新宿区立戸塚第二小学校）
- 新宿區立戶塚第三小學校
- 東京富士大學（日语：東京富士大学）
- ESP音樂學院（日语：ESPミュージカルアカデミー）（學校法人ESP學園（日语：学校法人イーエスピー学園））本館
- 早稻田預備校（日语：早稲田予備校）
- 東京三協信用金庫（日语：東京三協信用金庫）本店
- 東京信用金庫（日语：東京信用金庫）高田馬場支店
- 三菱東京UFJ銀行高田馬場支店
- 瑞穗銀行高田馬場支店
- 三井住友銀行高田馬場支店
- 神田川
  - 小瀧橋
- 日本文化中心（日语：日本文化センター）
- 西友高田馬場店
- 新宿日本語學校（日语：新宿日本語学校）1號館
- 名創優品早稻田旗艦店

### 戶山口
- 日本點字圖書館（日语：日本点字図書館）
- 細工花簪（つまみかんざし）博物館
- 新宿諏訪町郵便局
- 早稻田大學西早稻田校區（理工學部等）
- 學習院女子大學（日语：学習院女子大学）
- 東京都立戶山高等學校（日语：東京都立戸山高等学校）
- 海城中學校、高等學校（日语：海城中学校・高等学校）
- 保善高等學校（日语：保善高等学校）
- 新宿區立西戶山中學校（日语：新宿区立西戸山中学校）
- 日本美容專門學校（日语：日本美容専門学校）
- U-CAN（日语：ユーキャン）
- 辰巳法律研究所（日语：辰巳法律研究所）
- 西戶山公園
  - 棒球場（日语：西戸山公園野球場）
- 戶山公園（日语：戸山公園）（大久保地區）
  - 新宿運動中心
- 新宿日本語學校2號館

## 巴士
百01系統由關東巴士運行，其他由東京都交通局運行。乘車處編號來自都營巴士官方網站，實際上並無編號。

### 圓環
1號乘車處 - 車站東側唐吉訶德前。
- 高71：高田馬場站前 - 高田馬場站通 - 東新宿站前 - 東京女子醫大前 - 市谷站 - 九段下（千代田區役所）
- 百01：高田馬場站前 - 高田馬場站通 - 百人町四丁目 - 小瀧橋 - 東中野站

2號乘車處 - 西武鐵道剪票口旁、圓環內。
- 學02：高田馬場站前 - 早大正門（日语：早稲田大学早稲田キャンパス）

### 早稲田通
往小瀧橋車庫的巴士停靠車站北側高架下的3號乘車處，其他在早稻田口穿越早稻田通平交道後的4號乘車處（飯64、早81出入）、5號乘車處（上69）。
- 飯64：小瀧橋車庫 - 高田馬場三丁目 - 高田馬場站前 - 西早稻田 - 早稻田 - 江戶川橋 - 春日站 - 上野公園（循環）

- 上69：小瀧橋車庫 - 高田馬場三丁目 - 高田馬場站前 - 西早稻田 - 早稻田 - 江戶川橋 - 飯田橋站 - 九段下（循環）

## 相鄰車站
東日本旅客鐵道
 山手線
新大久保（JY 16）－高田馬場（JY 15）－目白（JY 14）
 西武鐵道
 新宿線
- ■特急「小江戶」 停車站

■通勤急行（運行至西武新宿）、■急行、■準急
西武新宿（SS01）－高田馬場（SS02）－鷺之宮（SS09）
■各站停車
西武新宿（SS01）－高田馬場（SS02）－下落合（SS03）
 東京地下鐵

 東西線（東陽町以西所有列車各站停車）
落合（T 02）－高田馬場（T 03）－早稻田（T 04）

### 來源
JR、私鐵、地下鐵1日平均使用人數
1. ↑  各駅の乗車人員 （页面存档备份，存于） - JR東日本
2. ↑  駅別乗降人員（2017年度1日平均）PDF - 西武鉄道
3. ↑  各駅の乗降人員ランキング （页面存档备份，存于） - 東京メトロ

JR東日本1999年度以後的上車人次
1. ↑  各駅の乗車人員（1999年度） （页面存档备份，存于） - JR東日本
2. ↑  各駅の乗車人員（2000年度） 的存檔，存档日期2014-10-09. - JR東日本
3. ↑  各駅の乗車人員（2001年度） （页面存档备份，存于） - JR東日本
4. ↑  各駅の乗車人員（2002年度） （页面存档备份，存于） - JR東日本
5. ↑  各駅の乗車人員（2003年度） （页面存档备份，存于） - JR東日本
6. ↑  各駅の乗車人員（2004年度） （页面存档备份，存于） - JR東日本
7. ↑  各駅の乗車人員（2005年度） 的存檔，存档日期2014-10-09. - JR東日本
8. ↑  各駅の乗車人員（2006年度） （页面存档备份，存于） - JR東日本
9. ↑  各駅の乗車人員（2007年度） （页面存档备份，存于） - JR東日本
10. ↑  各駅の乗車人員（2008年度） （页面存档备份，存于） - JR東日本
11. ↑  各駅の乗車人員（2009年度） （页面存档备份，存于） - JR東日本
12. ↑  各駅の乗車人員（2010年度） 的存檔，存档日期2014-10-06. - JR東日本
13. ↑  各駅の乗車人員（2011年度） 的存檔，存档日期2014-10-08. - JR東日本
14. ↑  各駅の乗車人員（2012年度） 的存檔，存档日期2014-10-07. - JR東日本
15. ↑  各駅の乗車人員（2013年度） （页面存档备份，存于） - JR東日本
16. ↑  各駅の乗車人員（2014年度） （页面存档备份，存于） - JR東日本
17. ↑  各駅の乗車人員（2015年度） （页面存档备份，存于） - JR東日本
18. ↑  各駅の乗車人員（2016年度） （页面存档备份，存于） - JR東日本
19. ↑  各駅の乗車人員（2017年度） （页面存档备份，存于） - JR東日本
20. ↑  各駅の乗車人員（2018年度） （页面存档备份，存于） - JR東日本
21. ↑  各駅の乗車人員（2019年度） （页面存档备份，存于） - JR東日本

JR、私鐵、地下鐵的統計資料
1. ↑  .   [2017-03-20]. （原始内容存档于2017-07-31）.
2. 1 2  新宿区の概況 （页面存档备份，存于） - 新宿区
3. 1 2  練馬区統計書 （页面存档备份，存于） - 練馬区

東京府統計書
1. ↑  .   [2019-01-07]. （原始内容存档于2019-02-21）.
2. ↑  .   [2019-01-07]. （原始内容存档于2019-02-21）.
3. ↑  .   [2019-01-07]. （原始内容存档于2021-12-15）.
4. ↑  .   [2019-01-07]. （原始内容存档于2019-02-21）.
5. ↑  .   [2019-01-07]. （原始内容存档于2019-02-21）.
6. ↑  .   [2019-01-07]. （原始内容存档于2021-12-15）.
7. ↑  .   [2019-01-07]. （原始内容存档于2021-12-16）.
8. ↑  .   [2019-01-07]. （原始内容存档于2021-12-16）.
9. ↑  .   [2019-01-07]. （原始内容存档于2019-02-21）.
10. ↑  .   [2019-01-07]. （原始内容存档于2019-02-21）.
11. ↑  .   [2019-01-07]. （原始内容存档于2019-02-21）.
12. ↑  .   [2019-01-07]. （原始内容存档于2019-02-21）.
13. ↑  .   [2019-01-07]. （原始内容存档于2019-02-21）.
14. ↑  .   [2019-01-07]. （原始内容存档于2019-02-20）.
15. ↑  .   [2019-01-07]. （原始内容存档于2019-02-20）.
16. ↑  .   [2019-01-07]. （原始内容存档于2019-02-20）.
17. ↑  .   [2019-01-07]. （原始内容存档于2019-02-20）.
18. ↑  .   [2019-01-07]. （原始内容存档于2019-02-20）.
19. ↑  .   [2019-01-07]. （原始内容存档于2019-02-20）.
20. ↑  .   [2019-01-07]. （原始内容存档于2019-02-19）.
21. ↑  .   [2019-01-07]. （原始内容存档于2019-02-19）.
22. ↑  .   [2019-01-07]. （原始内容存档于2019-02-19）.

東京都統計年鑑
1. ↑  昭和28年PDF - 13ページ
2. ↑  昭和29年PDF - 10ページ
3. ↑  昭和30年PDF - 10ページ
4. ↑  昭和31年PDF
5. ↑  昭和32年PDF
6. ↑  昭和33年PDF
7. ↑  .   [2017-03-20]. （原始内容存档于2016-03-05）.
8. ↑  .   [2017-03-20]. （原始内容存档于2016-03-05）.
9. ↑  .   [2017-03-20]. （原始内容存档于2015-06-29）.
10. ↑  .   [2017-03-20]. （原始内容存档于2015-06-29）.
11. ↑  .   [2017-03-20]. （原始内容存档于2015-06-29）.
12. ↑  .   [2017-03-20]. （原始内容存档于2015-06-29）.
13. ↑  .   [2017-03-20]. （原始内容存档于2016-03-05）.
14. ↑  .   [2017-03-20]. （原始内容存档于2016-03-05）.
15. ↑  .   [2017-03-20]. （原始内容存档于2016-03-05）.
16. ↑  .   [2017-03-20]. （原始内容存档于2016-03-05）.
17. ↑  .   [2017-03-20]. （原始内容存档于2016-03-05）.
18. ↑  .   [2017-03-20]. （原始内容存档于2016-03-05）.
19. ↑  .   [2017-03-20]. （原始内容存档于2015-06-29）.
20. ↑  .   [2017-03-20]. （原始内容存档于2015-06-29）.
21. ↑  .   [2017-03-20]. （原始内容存档于2015-06-29）.
22. ↑  .   [2017-03-20]. （原始内容存档于2016-03-05）.
23. ↑  .   [2017-03-20]. （原始内容存档于2016-06-02）.
24. ↑  .   [2017-03-20]. （原始内容存档于2015-06-29）.
25. ↑  .   [2017-03-20]. （原始内容存档于2016-03-05）.
26. ↑  .   [2017-03-20]. （原始内容存档于2015-06-29）.
27. ↑  .   [2017-03-20]. （原始内容存档于2016-03-05）.
28. ↑  .   [2017-03-20]. （原始内容存档于2016-03-05）.
29. ↑  .   [2017-03-20]. （原始内容存档于2016-03-05）.
30. ↑  .   [2017-03-20]. （原始内容存档于2015-06-29）.
31. ↑  .   [2017-03-20]. （原始内容存档于2015-06-29）.
32. ↑  .   [2017-03-20]. （原始内容存档于2015-06-29）.
33. ↑  .   [2017-03-20]. （原始内容存档于2016-03-05）.
34. ↑  .   [2017-03-20]. （原始内容存档于2016-03-05）.
35. ↑  .   [2017-03-20]. （原始内容存档于2015-06-29）.
36. ↑  .   [2017-03-20]. （原始内容存档于2016-03-05）.
37. ↑  .   [2017-03-20]. （原始内容存档于2016-03-05）.
38. ↑  .   [2017-03-20]. （原始内容存档于2016-03-05）.
39. ↑  .   [2017-03-20]. （原始内容存档于2016-03-05）.
40. ↑  平成4年
41. ↑  平成5年
42. ↑  平成6年
43. ↑  平成7年
44. ↑  平成8年
45. ↑  .   [2017-03-20]. （原始内容存档于2016-03-04）.
46. ↑  平成10年PDF
47. ↑  平成11年PDF
48. ↑  .   [2017-03-20]. （原始内容存档于2016-03-04）.
49. ↑  .   [2017-03-20]. （原始内容存档于2016-03-04）.
50. ↑  .   [2017-03-20]. （原始内容存档于2017-07-29）.
51. ↑  .   [2017-03-20]. （原始内容存档于2017-07-29）.
52. ↑  .   [2017-03-20]. （原始内容存档于2017-07-29）.
53. ↑  .   [2017-03-20]. （原始内容存档于2017-07-29）.
54. ↑  .   [2017-03-20]. （原始内容存档于2017-07-29）.
55. ↑  .   [2017-03-20]. （原始内容存档于2017-07-29）.
56. ↑  .   [2017-03-20]. （原始内容存档于2017-07-29）.
57. ↑  .   [2017-03-20]. （原始内容存档于2016-03-26）.
58. ↑  .   [2017-03-20]. （原始内容存档于2016-03-27）.
59. ↑  .   [2017-03-20]. （原始内容存档于2016-03-25）.
60. ↑  .   [2017-03-20]. （原始内容存档于2016-03-27）.
61. ↑  .   [2017-03-20]. （原始内容存档于2016-03-22）.
62. ↑  .   [2017-03-20]. （原始内容存档于2017-07-30）.
63. ↑  .   [2017-07-26]. （原始内容存档于2018-11-09）.
64. ↑  .   [2018-10-21]. （原始内容存档于2019-05-02）.
65. ↑  .   [2020-07-27]. （原始内容存档于2019-12-03）.
66. ↑  .   [2020-07-27]. （原始内容存档于2020-08-04）.

## 外部連結
- 車站資訊（高田馬場）：東日本旅客鐵道
- 高田馬場 - 西武鐵道
- 高田馬場/T03 | 路線・車站資訊 | 東京地下鐵